# Cuamba
Cuamba (fins 1975 Novo Freixo) és un municipi de Moçambic, situat a la província de Niassa. En 2007 comptava amb una població de 79.013 habitants. Es troba al nord-oest del Monte Namuli, el segon cim més alt del país. També hi ha la Facultat d'Agronomia de la Universitat Catòlica de Moçambic i una delegació de l'Institut Superior de Gestió, Comerç i Finances.

## Demografia
| Any  | Població |
| ---- | -------- |
| 1997 | 59.396   |
| 2008 | 95.084   |

## Història
Cuamba fou creada per la Companyia del Niassa, una companyia privilegiada reial fundada en 1906 al que llavors es coneixia com a Àfrica Oriental Portuguesa. La concessió de terres a la Companyia del Niassa es va estendre des de 1891 i 1929, i en aquest període es va establir un lloc militar inicialment anomenat Kuamba. El nom fa referència per un petit regne a la zona, i Cuamba fou el nom oficial de l'assentament en 1937. El seu nom va canviar al de Novo Freixo el 1952, una referència a la ciutat de Freixo de Espada à Cinta (Portugal), lloc de naixement de Sarmento Rodrigues (1899-1979), el governador general colonial de Moçambic. La vila va rebre el nom original de Cuamba en 1976, i fou elevada a ciutat en 1971.

## Galeria

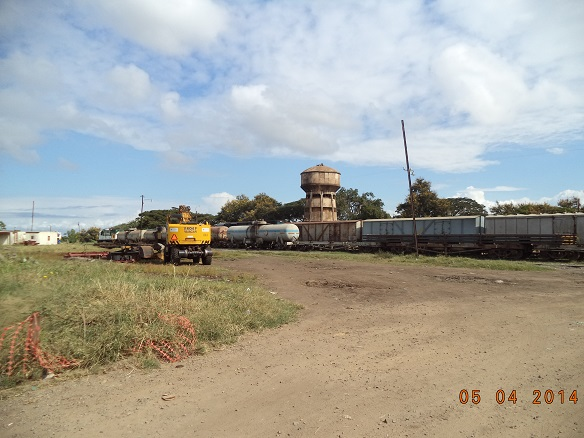
Triangle ferroviari
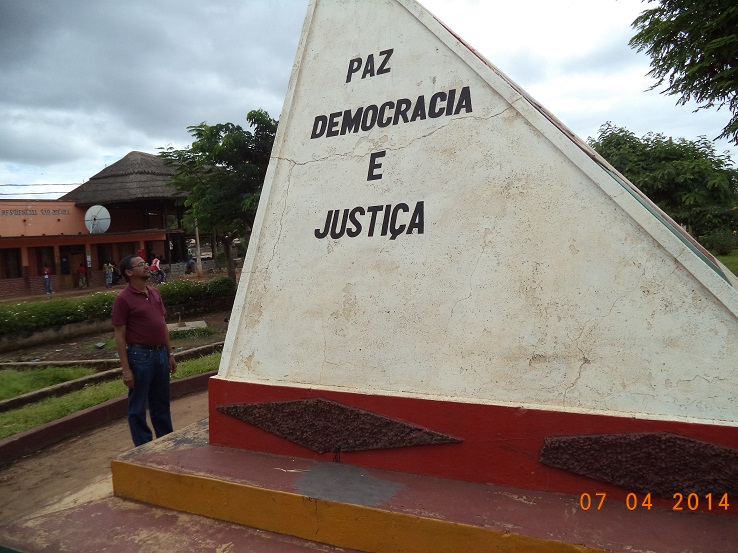
Monument a la Praça dos Herois